# Viceprim-ministrul pentru Reintegrare al Republicii Moldova
Viceprim-ministrul pentru Reintegrare al Republicii Moldova este membrul Guvernului Republicii Moldova responsabil de politici în domeniul reintegrării și reglementării conflictului transnistrean. 

## Lista viceprim-miniștrilor
| №  | Nume (naștere–deces)        | Portret                   | Mandat             | Mandat            | Guvern           |
| -- | --------------------------- | ------------------------- | ------------------ | ----------------- | ---------------- |
| 1  | Victor Osipov (1971–)       |                           | 25 septembrie 2009 | 14 ianuarie 2011  | Filat I          |
| 2  | Eugen Carpov (1966–)        |                           | 14 ianuarie 2011   | 18 februarie 2015 | Filat II Leancă  |
| 3  | Victor Osipov (1971–)       |                           | 18 februarie 2015  | 20 ianuarie 2016  | Gaburici Streleț |
| 4  | Gheorghe Bălan (1975–)      |                           | 20 ianuarie 2016   | 21 decembrie 2017 | Filip            |
| 5  | Cristina Lesnic (1982–)     |                           | 10 ianuarie 2018   | 8 iunie 2019      | Filip            |
| 6  | Vasilii Șova (1959–)        | Vasilii Șova (2014-02-20) | 8 iunie            | 14 noiembrie 2019 | Sandu            |
| 7  | Alexandru Flenchea (1979–)  |                           | 14 noiembrie 2019  | 16 martie 2020    | Chicu            |
| 8  | Cristina Lesnic (1982–)     |                           | 16 martie          | 9 noiembrie 2020  | Chicu            |
| 9  | Olga Cebotari (1992–)       | Olga Cebotari             | 9 noiembrie 2020   | 6 august 2021     | Chicu            |
| 10 | Vladislav Kulminski (1972–) |                           | 6 august           | 5 noiembrie 2021  | Gavrilița        |
| 11 | Oleg Serebrian (1969–)      |                           | 19 ianuarie 2022   | 30 iunie 2025     | Gavrilița Recean |
| 12 | Roman Roșca (1982–)         |                           | din 23 iulie 2025  |                   | Recean           |